# バレンシア大学

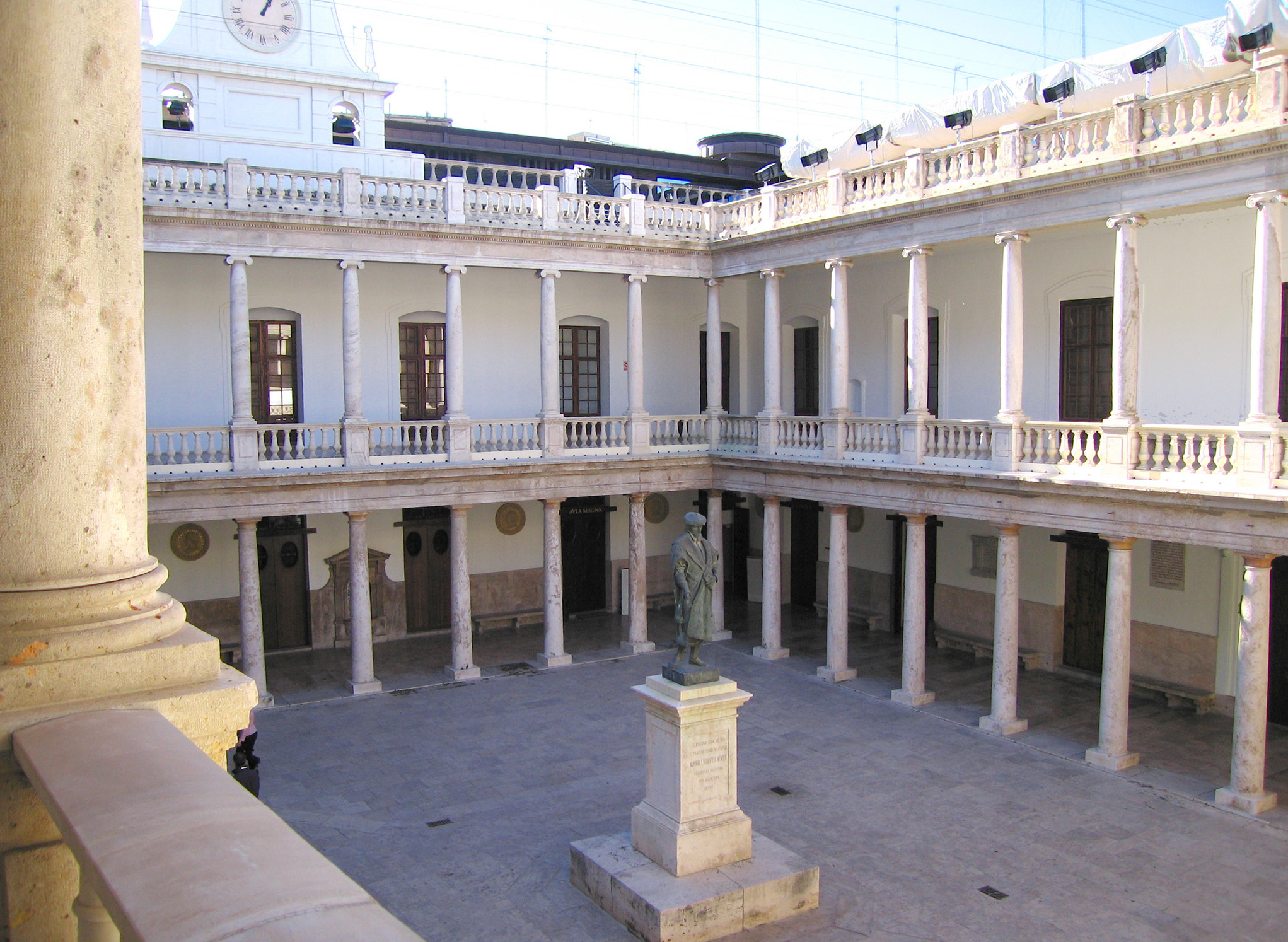
中庭

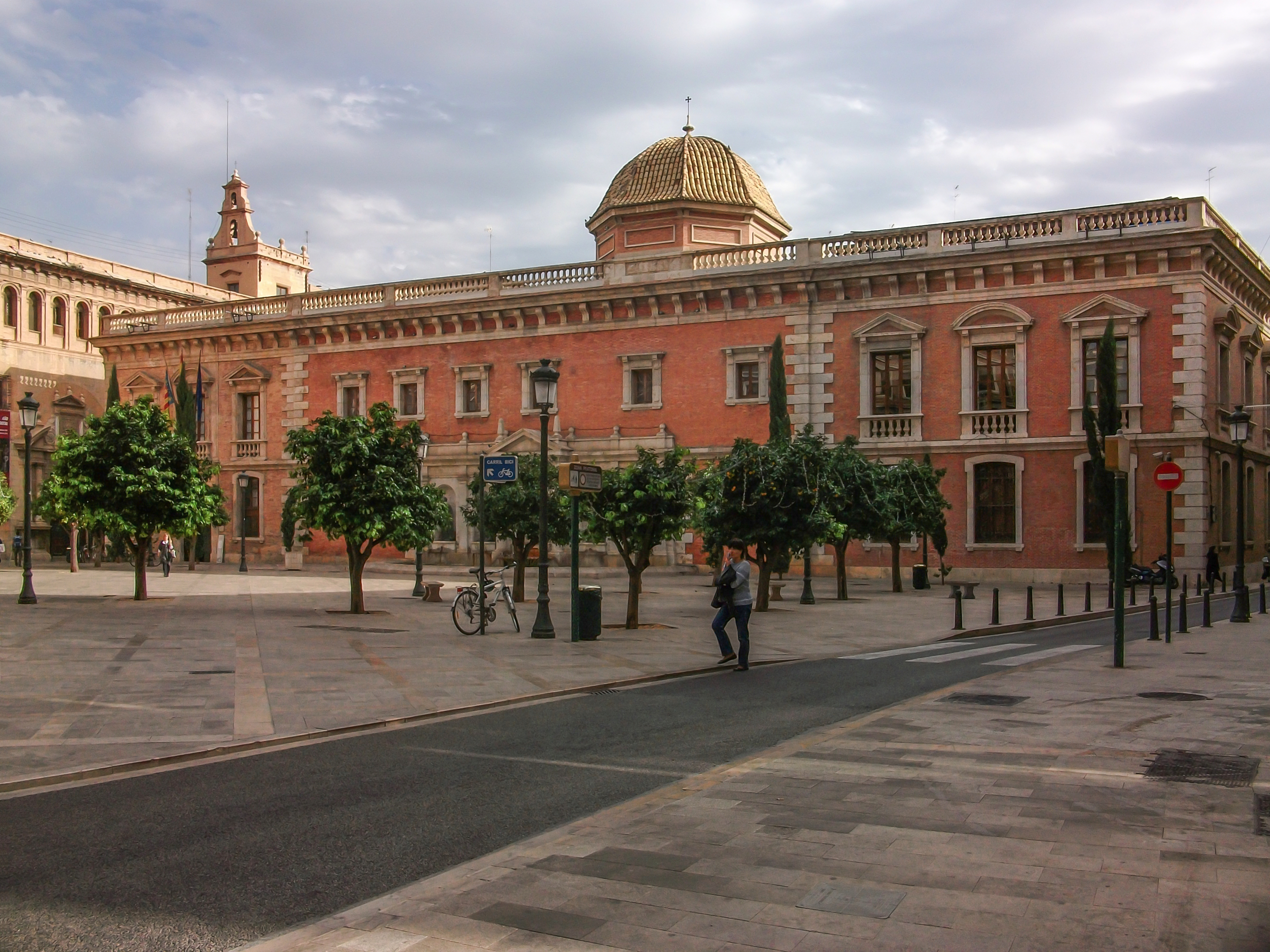
学内の歴史的建造物

バレンシア大学 (バレンシア語: Universitat de València、スペイン語: Universidad de Valencia) は、スペイン・バレンシア州バレンシア県バレンシアにある公立大学。
スペイン第3の都市であるバレンシアはバレンシア州の州都であり、バレンシア大学はスペイン有数の歴史を持つ大学である。創立は1499年で、現在の学生数は約55,000人である。大学の運営面では、国内外の大学と双方向協力によるプログラムを実行しており、交換留学などにも力を入れている。2008年から2011年までの運営計画では、教育、研究に加えて文化的な面でも社会に還元していくことを目指している。ビベス大学ネットワークに加盟している。
現在の学長はエステバン・モルシージョ・サンチェス (Esteban Morcillo Sánchez) である。

## 歴史

### 創立
アラゴン王国のハイメ1世の要請に基づいてローマ教皇インノケンティウス4世が教皇勅書を発行し、それにより1246年にバレンシアのストゥディア・ゲネラリア (estudis generals) の設立が決まった。大学設置に関する法がその後に定められ、1499年4月30日にバレンシアの長官に渡された。この日をもって創立としている。そしてローマ教皇アレクサンデル6世が1501年に認定書に署名し、アラゴン王国のフェルナンド2世がストゥディア・ゲネラリアとしての特権を宣言した。
実際の設立にあたっては、聖ビセンテ・フェレール (Vincent Ferrer) の熱心な活動と、建物自体の寄贈によるところが大きかったと考えられているが、現在では実際に使われていた建物はほとんど残っていない。設立時にはラテン語、ギリシャ語、ヘブライ語、アラビア語、哲学、数学、物理学、神学、教会法 (カトリックのカノン法)、医学が扱われた。

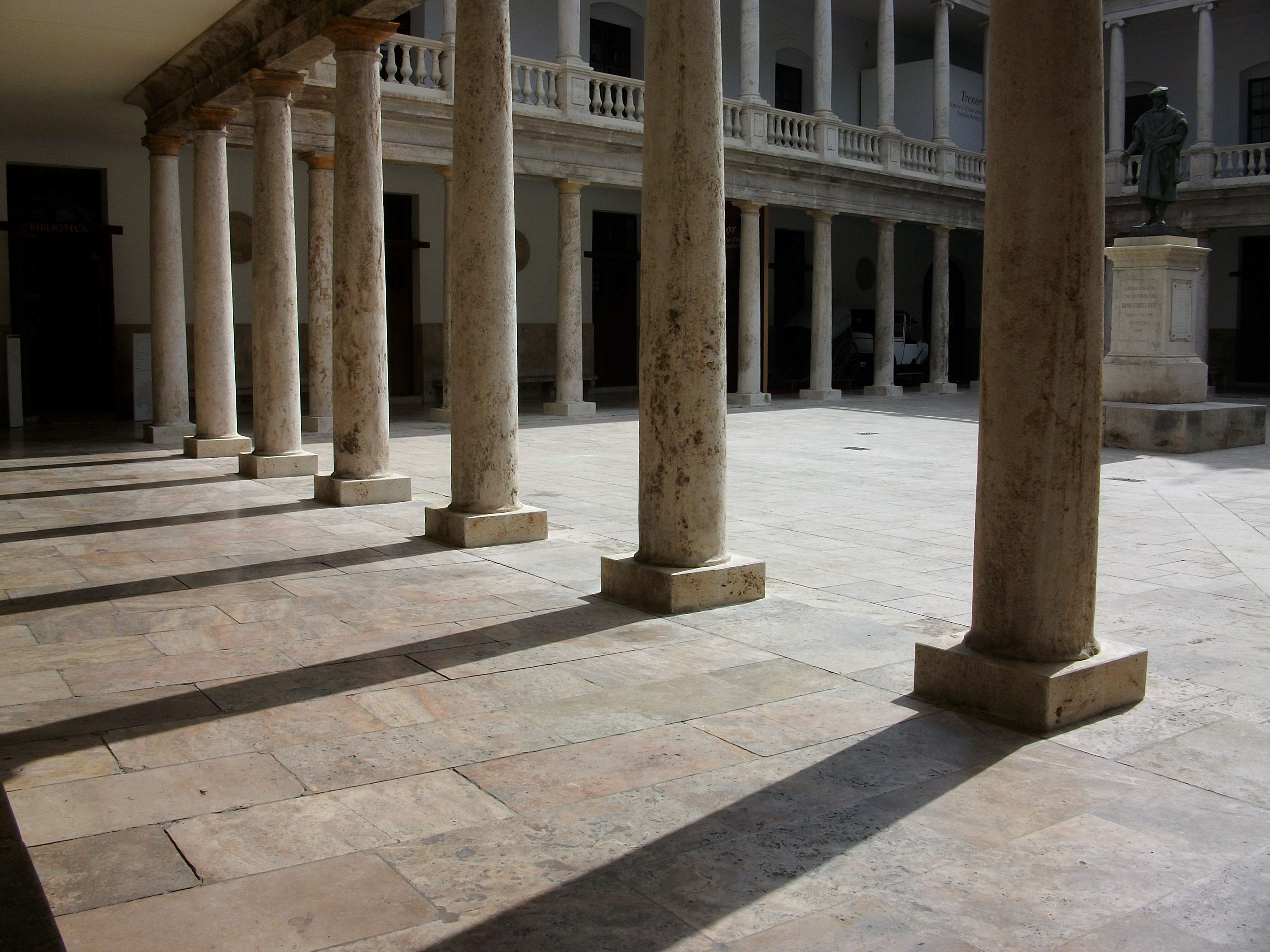
学内の歴史的建造物 (Claustre de la Nau)

### 最盛期
17世紀の終わりから18世紀中が、バレンシア大学の最も栄えた時期とされる。この時期にはギリシャ語、ラテン語、数学、医学の学術研究が特に盛んに行われた。この時期の傑出した学生としてトスカ (en、トリチェリの友人でもあった) が挙げられる。彼は物理学を専攻し、数学に関する卓越した業績を残した。上記以外にも、人権に関する研究や、哲学も盛んであったと考えられている。医学に関しては、学生による多数の解剖図が残されている。またバレンシア大学は、スペインで最初に薬草 (ハーブ) に関する研究に取り組んだ大学でもあり、出身者には、耳内で３番目に小さな骨を発見したペドロ・ヒメーノ （Pedro Jimeno）など多くの著名な医者がいる。植物学の教授であったルイス・コジャード（Luis Collado）はレバンテ（Levante）の植物について網羅的な研究を行い、多くの発見をもたらした。
17世紀に、大学ではトマス主義と反トマス主義で論争が起き、結果的に大学自体が二つに分裂した。この論争は次第に激しくなり、バレンシア王国全体に広がった。大学では、27,000冊の蔵書があった図書館がスーシェ将軍 (en) の兵に焼かれた。この頃の著名なバレンシア大学の学者としては、カルロス3世の治政下で幅広い文化的素養と影響力を持ったフランシスコ・ペレス・バジェール（Francisco Peréz Bayer）がいる。またこの頃、バレンシア大学の周囲では、貧しい学生のための学寮（Colegio mayor、コレヒオ・マジョール）が次々と設立された。聖ビラノーバのトマス (Thomas of Villanova) が1561年に設立したのが最初で、ドーニャ・アンヘラ・アロンサール (Doña Angela Alonsar)、モーセン・ペドロ・マルティン (Mosen Pedro Martín) などが続いたが、最も有名なのはコルプス・クリスティ (Corpus Christi) で、これはフアン・デ・リベラ (Juan de Ribera) によって設立された。またフェリペ2世はサン・ホルヘ (San Jorge) に、メルコール・デ・ビレーナは1643年に、同様の学寮を設立した。
現在のバレンシア大学は、教育、研究に関して多くの下部組織を持ち、幅広い分野を扱う近代的な総合大学である。

## キャンパス
バレンシア大学の主なキャンパスは3か所あり、都心部の他に、ブルハソット (en) およびパテルナ (en) にある。
- ブルハソット・キャンパスには生物学、薬学、物理学、化学、数学、工学の学部がある。
- ブラスコ・イバニェス (Blasco Ibañez) キャンパスには医学、歯学、哲学、教育学、心理学、地学、史学、言語学、実践教育、理学療法、看護学の学部があり、また児童教育のための学部が隣接している。
- タランヘルス (Tarongers) キャンパスには法学、経済学などの社会科学系の学部がある。

キャンパス外にも、バレンシア市街地に施設が点在しており、中には歴史的な建造物もある。

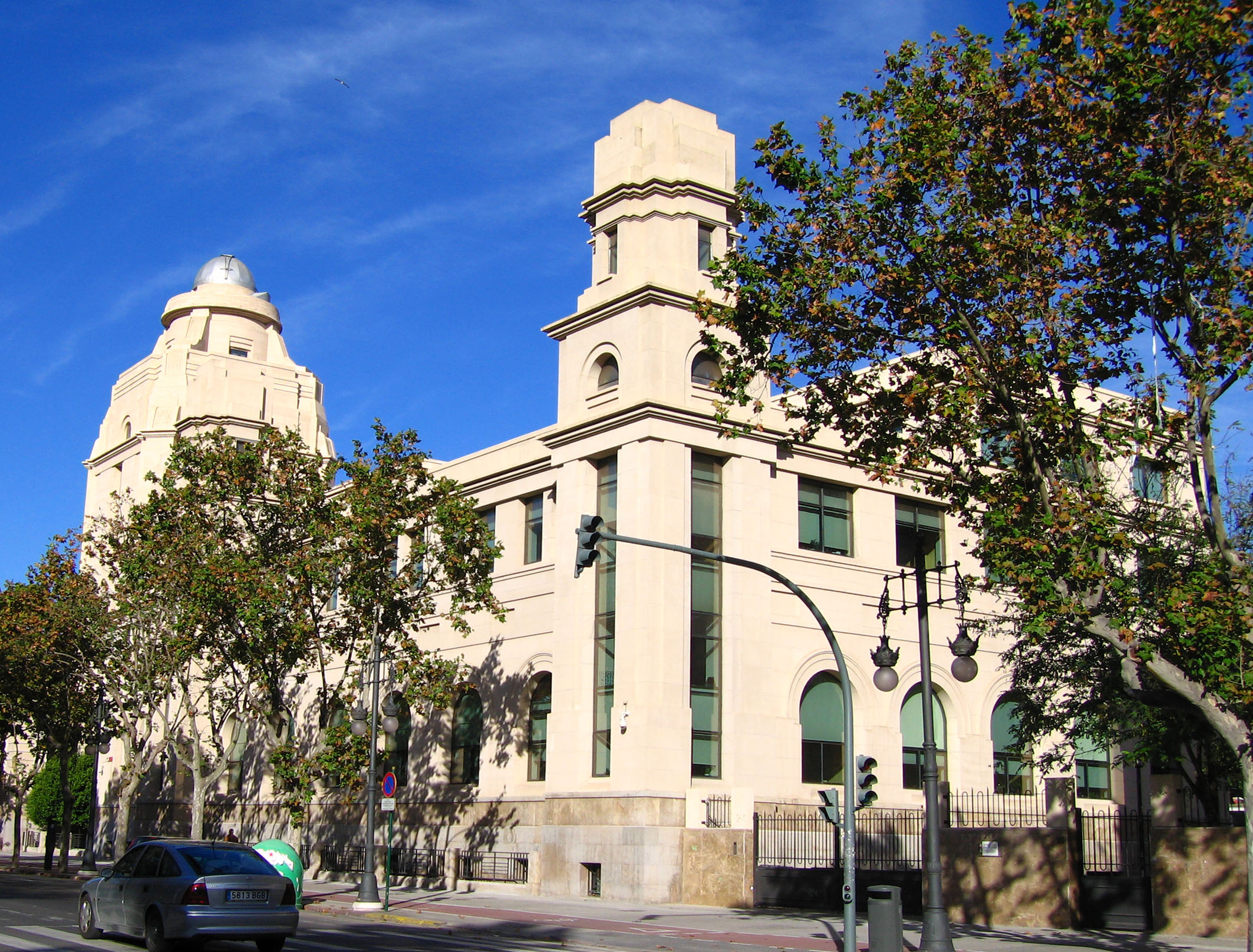
バレンシア大学医学部の建物

## 研究活動
バレンシア大学では多くの学部、研究所、サイエンス・パーク（後述）にそれぞれ学科などの下部組織があり、それぞれで研究活動が行われている。
学内の研究所は、学科や学部の垣根を越えた学際領域を扱うことに重点を置き、社会的、経済的な要請に応え、還元することを目的としている。
バレンシア大学サイエンス・パーク (University of Valencia Science Park, PCUV)は民間企業などとの共同研究を行うことを目的としており、技術移転にも重点を置いている。
研究の成果は科学雑誌「メトデ (Metode)」および大学のニューズレターで発信している。